# مارماهی‌سانان باتلاقی
مارماهی‌سانان باتلاقی (نام علمی: Synbranchiformes) نام یک راسته از رده پرتوبالگان است.